# Шац Михайло Григорович
Михайло Григорович Шац (нар. 7 червня 1965, Ленінград) — російський опозиціонер, популярний російський шоумен та актор. Чоловік телеведучої Тетяни Лазаревої. Член Координаційної Ради російської опозиції. У березні 2014 року публічно підтримав Україну, засудивши агресивну політику Путіна щодо України.

## Біографія
Народився 7 червня 1965 року в Ленінграді, має єврейське походження. Батьки: мати — Сарра Броніславівна Мілявська (лікар-педіатр), батько — Григорій Соломонович Шац (військовослужбовець, офіцер ВПС, потім — викладач).
З 1972 по 1982 рік навчався в школі № 185 Ленінграда. По закінченні школи вступив на лікувальний факультет Першого Ленінградського медичного інституту, де отримав спеціальність «анестезіолог-реаніматолог». Там же закінчив ординатуру. По закінченні навчання в 1989 році пропрацював за фахом шість років.
З 1996 по 1998 рік — учасник спортивно-гумористичної програми «На зло рекордам!» (ТВ-6 Москва). Виконував ролі футбольного вболівальника Мішгана, спортивного доктора Шансу, тренера футбольної команди.
З 2006 року по 2010 — рік провідний гумористичного імпровізаційного шоу «Слава Богу, ти прийшов!» (СТС, повтори на ДТВ). Шоу побудоване в імпровізаційному стилі, де відомий чоловік (актор, письменник, телеведучий, політик, спортсмен і пр.), не підозрюючи, що його чекає за дверима на сцені, на очах у глядачів з допомогою акторів шоу потрапляє в різні комічні ситуації. У новорічному спецвипуску шоу «Слава Богу, Новий рік !» (Що вийшов в ніч з 31 грудня 2006 на 1 січня 2007 року) сам брав участь у святковій імпровізації, виступивши в образі Шерлока Холмса, а у спецвипуску «Слава богу, перше квітня!» (1 квітня 2007 року) — у спеціальній святковій імпровізації в образі Дон Кіхота спільно з Олександром Цекало в ролі Санчо Панса. У 2010 році шоу стартувало з видозміненими декораціями, новим суддею Андрієм Ургантом і живим музичним супроводом — «Хоронько-оркестром» під керуванням Дмитра Хоронько. Згодом проект був закритий і зйомки шоу припинені.
З серпня по грудень 2013 разом з Василем Уткіним і Антоном Горіхом веде «Голеностоп-шоу» на каналі «Наш футбол». У 2014 році провів «Олімпійський канал» з Сочі в парі з Яною Батиршіна на каналах «Спорт Плюс» і «HD Спорт».

## Громадська діяльність
До протестного руху приєднався в грудні 2011 року. Брав участь у виборах до Координаційної Ради російської опозиції, зайняв восьме місце в загальносуспільному списку.
У березні 2013 записав для проекту «Проти гомофобії» відеозвернення на підтримку ЛГБТ-спільноти, в якому виступив проти закону про заборону так званої «пропаганди гомосексуальності».
У березні 2014 року засудив анексію Криму Росією.
10 грудня 2014 Михайло Шац був викликаний у Слідчий Комітет РФ як можливий свідок у зв'язку з дослідчою перевіркою суспільного проекту «Книги в парках». Крім Шаца по цій справі також у СКР були запрошені такі діячі культури Росії як Лев Рубінштейн і Віктор Шендерович.
В березні 2022 року покинув Росію у зв'язку з вторгненням в Україну і оселився в Ізраїлі, громаднство якого оформив в 2016 році.